# 王華沛
王華沛（1959年5月16日—2015年1月28日），台灣學者，雲林縣口湖鄉蚶寮村人，1986年畢業於國立臺灣師範大學教育學系，1990年取得國立台灣師範大學特殊教育研究所教育碩士學位，1996年取得美國約翰霍普金斯大學特殊教育學系教育博士學位。曾任台北市立古亭國民小學教師與特殊教育組組長以及台北市立雙溪國民小學教師、生活輔導組組長與輔導主任、國立臺灣師範大學特殊教育學系副教授及復健諮商研究所所長。2015年1月因膽管癌逝世。
他主要研究如何引入電腦化教學和先進科技，以及改善現有設施，來幫助特殊障礙人士。

## 外部連結
- 王華沛教授首頁 （页面存档备份，存于）
- 台灣師範大學特殊教育學系的師資介紹